# Wassili Wladimirowitsch Sigarew

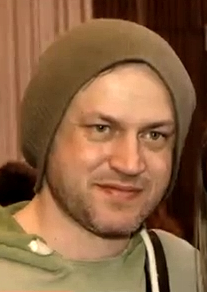
Wassili Sigarew (November 2015)

Wassili Wladimirowitsch Sigarew (russisch Васи́лий Влади́мирович Си́гарев, wiss. Transliteration Vasilij Vladimirovič Sigarev, * 11. Januar 1977 in Werchnjaja Salda) ist ein international ausgezeichneter russischer Filmregisseur, Theater- und Drehbuchautor, Filmproduzent und Kameramann.

## Leben
Wassili Sigarew studierte am Staatlichen sozialpädagogischen Institut in Nischni Tagil, absolvierte das Jekaterinburger Staatlichen Theaterinstitut (Fachrichtung Dramaturgie) und besuchte ein Seminar des russischen Dramatikers Nikolai Koljada (2003). Internationale Aufmerksamkeit erlangte Sigarew 2002 mit seinem mehrfach ausgezeichneten Stück Plastilin sowie 2012 mit dem Spielfilm Leben.
Zu den Werken, die Sigarew beeinflussten, zählt nach eigener Aussage der Film Komm und sieh von Elem Klimow.
Derzeit (2020) plant Sigarew einen mystischen Horror-Thriller mit dem Titel Medea, in dem seine Lebensgefährtin Jana Trojanowa die Hauptrolle übernimmt. Die Dreharbeiten sind für das Frühjahr 2021 geplant.

## Familie
Von 2009 bis 2020 war er mit der Schauspielerin Jana Trojanowa liiert. Aus erster Ehe hat er eine Tochter namens Jelisaweta.

## Werke (Auswahl)

### Filme
- 2009: Volchok
- 2012: Leben
- 2015: Land of Oz

### Drehbücher
- 2009: Volchok
- 2012: Leben
- 2015: Land of Oz

### Theaterstücke
- 2001: Familie eines Blutsaugers, Deutsch von Alexander Kahl
- 2002: Plastilin, Deutsch von Alexander Kahl, deutschsprachige Erstaufführung am Deutschen Schauspielhaus, Hamburg
- 2003: Schwarze Milch, Deutsch von Alexander Kahl, deutschsprachige Erstaufführung am Maxim-Gorki-Theater, Berlin
- 2004: Grube, Deutsch von Alexander Kahl, szenische Lesung am Maxim-Gorki-Theater, Berlin
- 2006: Ladybird, Deutsch von Alexander Kahl

## Auszeichnungen (Auswahl)

### Film
- Für Volchok:
  - 2009: Kinotawr:
    - Großer Preis des Filmfestivals
    - Preis der Russischen Filmkritikergilde
    - Grigori-Goran-Preis für das beste Drehbuch

  - 2009: Besondere Erwähnung des IFF in Karlovy Vary
  - 2009: Preis für den besten internationalen Spielfilm des Zurich Film Festival[5]
  - 2009: Hauptpreis der KunstFilmBiennale
- Für Leben:
  - 2012: Preis für den besten Film beim goEast-Festival[6]
  - 2012: Kinotawr:
    - Preis für die beste Regie
    - Preis der russischen Filmkritikergilde
- Für Land of OZ:
  - 2015: Kinotawr:
    - Grigori-Goran-Preis für das beste Drehbuch
    - Preis der russischen Filmkritikergilde

### Theater
- 2002: Debjut
- 2002: Antibooker Literaturpreis für Dramatik
- 2002: Evening Standard Theatre Awards[7]